# Skörporing
Skörporing (Postia rennyi) är en svampart som först beskrevs av Berk. & Broome, och fick sitt nu gällande namn av Rajchenb. 1993. Postia rennyi ingår i släktet Postia och familjen Fomitopsidaceae.   Inga underarter finns listade i Catalogue of Life.
I den svenska databasen Dyntaxa används istället namnet Oligoporus rennyi för samma taxon.  Arten är reproducerande i Sverige.